# Johann Joseph Hackl (Politiker)
Johann Joseph Hackl (manchmal auch Häckl oder Häckhl) (* 16. Mai 1716 in St. Pölten; † 4. Oktober 1791 ebenda) war österreicher Maler, Politiker und erster Bürgermeister von St. Pölten.

## Leben
Johann Joseph Hackl wurde am 16. Mai 1716 als Sohn eines Tuchmachers in St. Pölten geboren. Der Maler wird 1744 erstmals urkundlich erwähnt als er den Empfang von zwölf Gulden für vier Bilder für das Stift St. Pölten quittierte. In weiterer Folge illustrierte er auch einige der Schriften von Aquilin Hacker. 1752 heiratete er eine Tochter des Bildhauers Peter Widerin und Enkelin von Jakob Prandtauer.
Ab 1770 war er Mitglied des äußeren und ab 1779 des inneren Rates. Der Magistratsreform Josephs II. entsprechend wurden am 6. Juni 1785 die ersten Bürgermeisterwahlen in St. Pölten abgehalten, bei denen Hackl gewählt wurde. Aus Altersgründen legte er sein Amt 1789 nieder und verstarb am 4. Oktober 1791 in St. Pölten am Schlagfluss.